# Nanami Takenaka
Nanami Takenaka est une gymnaste rythmique japonaise, née le 2 décembre 1998 à Nagoya.

## Palmarès

### Championnats du monde
- Pesaro 2017
  -  médaille d'argent en groupe 3 cordes + 2 ballons
  -  médaille de bronze au concours général en groupe
  -  médaille de bronze en groupe 5 cerceaux

- Bakou 2019
  -  médaille d'or en groupe 5 ballons
  -  médaille d'argent au concours général en groupe
  -  médaille d'argent en groupe 3 cerceaux + 4 massues

### Championnats d'Asie
- Astana 2017
  -  médaille d'or au concours général en groupe
  -  médaille d'or en groupe 5 cerceaux
  -  médaille d'or en groupe 3 ballons + 2 cordes